# Grona
Grona là một chi thực vật có hoa trong họ Đậu.